# Nathan Verboomen
Nathan Verboomen (Leuven, 25 juni 1988) is een Belgische voetbalscheidsrechter.

## Carrière
Nathan Verboomen voetbalde in zijn jeugd voor FC Rapid Bertem. In het seizoen 2003-2004 begon hij zijn carrière als scheidsrechter. Als scheidsrechter maakte hij op 28-jarige leeftijd zijn debuut in de Eerste klasse A. Op 13 augustus 2016 floot hij met KVC Westerlo-KAS Eupen zijn eerste wedstrijd op het hoogste niveau.
Hij was LO-leerkracht in Don Bosco Haacht en werd daarna voedingsadviseur bij het sportvoedingsmerk 6d.
Hij wist ook al enkele Europese wedstrijden te fluiten: kwalificatiewedstrijden uit de UEFA Europa League en de UEFA Conference League.